# Шаламов, Юрий Герасимович
Юрий Герасимович Шаламов (эст. Juri Šalamov; 4 мая 1955) — советский и эстонский футбольный тренер, работавший преимущественно с детско-юношескими командами. Первый тренер футболиста и главного тренера сборной России по футболу Валерия Карпина.

## Биография
В молодости выступал за юношескую сборную Эстонской ССР, но рано завершил спортивную карьеру и начал работать тренером. В 1970-е и 1980-е годы был тренером в детской футбольной школе в Нарве, стал первым тренером Валерия Карпина. В 1982 году окончил Ленинградский государственный институт физической культуры, а в 1985 году — Высшую школу тренеров.
В 1986 году входил в тренерский штаб Евгения Ловчева (с которым вместе учился в ВШТ) в челябинском «Локомотиве». Также в 1980-е годы возглавлял юношескую сборную Эстонской ССР.
В независимой Эстонии дважды — в 1995—1996 и 1999 годах — возглавлял клуб «Транс» (Нарва), выступавший в высшей лиге чемпионата страны. В течение нескольких лет входил в состав правления клуба, тренировал его юношескую команду. В 2002 году юношеская команда «Транса» под руководством Шаламова стала чемпионом Эстонии среди 18-летних, в составе играли Тармо Кинк, Атс Пурье, Микк Хаависту.
В XXI веке вернулся к работе с детско-юношескими командами. Более 10 лет работал в любительском клубе ФК «Нарва». С сентября 2016 года работает старшим тренером футбольной школы «Арарат» (Таллин).